# Petar II. Orseolo
Petar II. Orseolo (Pietro II Orseolo, Venecija, 961. – Venecija, 1009.), mletački dužd. Sin Petra I. i Felicite Malipiero (ili Badoer).
Mletački dužd Petar II. Orseolo 1000. godine preotima od Hrvata Dalmaciju od Krka do Dubrovnika. Prvo su mu se predali sjeverni dalmatinski otoci i Zadar, a pošto je ojačao svoje snage i romanskim postrojbama iz dalmatinskih gradova, predaju se i Trogir i Split, dok silom zauzima neretvansku Korčulu, Lastovo i Biograd. Na taj su način Mleci uspostavili vlast nad primorskim gradovima na istočnoj obali Jadranskog mora, a Petar Orseolo se prozvao dux Dalmatiae.

## Legenda
Hrvatskom je narodu i uopće na ovom podneblju poznat po legendi, prema kojoj je sa zarobljenim hrvatskim kraljem Stjepanom Držislavom (969. – 997.) igrao šahovski meč, u kojem je Držislav dobio sve tri partije, te je time zadobio slobodu, a po nekim verzijama i vlast nad dalmatinskim gradovima. Nakon tog meča, hrvatski kralj je u svoj grb stavio šahovsku ploču.[nedostaje izvor]
Prema nekim podacima, spominje se da je Petar II. Orseolo taj šahovski meč igrao sa Svetoslavom Suronjom (997. – 1000.) koji je bio najstariji sin Stjepana Držislava.[nedostaje izvor]
U osvojenom Trogiru, Petar II. Orseolo je sa Svetoslavom Suronjom dogovorio brak svoje kćeri Hicele i budućeg hrvatskog kralja Stjepana I. Petar II. je sa suprugom Marijom Kandijan imao djecu Ivana, Otona, Orsa, Vitelea, Enrica i sestru Felicitu i još dvije sestre kojima se ne zna imena.